# 함평군·영광군
함평군·영광군은 대한민국의 옛 국회의원 선거구이다. 당시 전라남도 함평군과 영광군 지역을 관할했다.

## 역사
제13대 국회의원 선거를 앞두고 영광군·함평군·장성군 선거구에서 분리되면서 신설되었다.
제18대 국회의원 선거를 앞두고 장성군을 편입해 함평군·영광군·장성군 선거구를 이루게 됨에 따라 폐지되었다.

## 역대 국회의원
| 선거   | 정당 | 정당           | 의원   |
| ------ | ---- | -------------- | ------ |
| 1988년 |      | 평화민주당     | 서경원 |
| 1990년 |      | 평화민주당     | 이수인 |
| 1992년 |      | 민주당         | 김인곤 |
| 1996년 |      | 새정치국민회의 | 김인곤 |
| 2000년 |      | 새천년민주당   | 이낙연 |
| 2004년 |      | 새천년민주당   | 이낙연 |

## 역대 선거 결과

### 대한민국 제13대 국회의원 선거
|  | 74.79% |

|  | 23.09% |

|  | 2.11% |

### 1990년 대한민국 재보궐선거
서경원 의원의 의원직 상실로 인해 치러진 1990년 대한민국 재보궐선거에서 평화민주당 이수인 후보가 당선되었다.

### 대한민국 제14대 국회의원 선거
|  | 59.29% |

|  | 25.22% |

|  | 9.34% |

|  | 4.01% |

|  | 2.12% |

### 대한민국 제15대 국회의원 선거
|  | 75.44% |

|  | 12.53% |

|  | 4.44% |

|  | 3.97% |

|  | 3.59% |

### 대한민국 제16대 국회의원 선거
|  | 60.20% |

|  | 23.02% |

|  | 13.26% |

|  | 1.97% |

|  | 1.53% |

### 대한민국 제17대 국회의원 선거
|  | 55.28% |

|  | 42.25% |

|  | 1.51% |

|  | 0.94% |

## 같이 보기
- 함평군의 국회의원
- 영광군의 국회의원